# Raión de Gorodishche (Volgogrado)
El raión de Gorodishche (ruso: Городи́щенский райо́н) es un distrito administrativo y municipal (raión) ruso perteneciente a la óblast de Volgogrado. Se ubica en el centro-sur de la óblast. Su capital es Gorodishche.
En 2021, el raión tenía una población de 60 125 habitantes.
El raión incluye la periferia septentrional y occidental de la capital regional Volgogrado. No obstante, la mayor parte de su territorio es una zona rural que, de este a oeste, se extiende desde el embalse de Volgogrado del río Volga hasta las afueras de las zonas protegidas regionales del río Don. Un tramo del canal Volga-Don marca el límite del raión por el sur.

## Subdivisiones
Comprende tres asentamientos de tipo urbano y 27 localidades rurales, agrupados en un total de dieciocho ayuntamientos. Los asentamientos de tipo urbano son Gorodishche (la capital distrital, que forma un ayuntamiento urbano sin pedanías), Yerzovka (que forma un ayuntamiento urbano con la localidad rural de Vinovka) y Novi Rogáchik (que forma otro ayuntamiento urbano sin pedanías). Las restantes veintiséis localidades rurales se agrupan en los siguientes quince asentamientos rurales:
- Vertiachi
- Grachí
- Kámenni
- Kárpovka
- Kotlubán
- Krasni Pájar
- Kuzmichí
- "Novozhiznenskoye" (con capital en Posiólok Oblastnói Selskojoziáistvennoi Ópytnoi Stantsi)
- Nóvaya Nadezhda
- Orlovka
- Panshino
- Peskovatka
- Rososhka (con capital en Stepnói)
- Samofálovka
- Tsaritsyn